# Prix de l'eau potable
 (décembre 2024).
Voici le prix moyen, en euros/m³ et pour l'année 2009 (2003), de l'eau potable publique.

C'est aussi à comparer avec le prix de l'eau en bouteille en magasin qui varie de 280 à 500 €/m³.

## Prix moyen de l'eau par pays en Europe et ailleurs, en€/m³
| Pays                 | Eau potable  | Assainissement eaux usées | Remarques |
| -------------------- | ------------ | ------------------------- | --- |
| Danemark             | 6,42 (4,53)  | 3,24 (2,08)               | Le Danemark a des problèmes de ressources aquifères.                                                                             |
| Allemagne            | 5,34 (4,45)  | 3,10 (2,54)               | |
| Pays-Bas             | 3,77 (3,35)  | 2,18 (1,62)               | |
| Royaume-Uni          | 3,79 (2,89)  | 1,86 (1,51)               | |
| France               | 3,09 (3,01)  | 1,56 (1,22)               | |
| Saint-Martin (C.O.M) | 10,44 (2015) | 7,05 (2015)               | Ces prix incluent les frais d'abonnement et taxes territoriales. La taxe d'habitation charge aussi une part pour les eaux usées. |
| Belgique             | 4,2(2,25)    | 0,93 (?)                  | Ce prix tient compte des frais d'abonnement divers et d'assainissement d'eau usée.                                               |
| Espagne              | 2,11(1,30)   | 0,62 (0,32)               | |
| Afrique du Sud       | 1,016 (0,72) | ND (ND)                   | |
| Australie            | ND (0,71)    | ND (ND)                   | |
| Italie               | 1,06 (0,68)  | 0,48 (0,38)               | Les coûts de financement du traitement des eaux potables et des eaux usées sont financés directement par les impôts.             |
| Canada               | ND (0,54)    | ND (ND)                   | |

- Source : NUS Consulting

## Prix moyen de l'eau dans les grandes cités d'Europe (2003)
| Communautés urbaines | Prix moyen  | Remarque |
| -------------------- | ----------- | --- |
| Glasgow              | 6,90        | |
| Berlin               | 4,70        | |
| Hambourg             | 4,10        | |
| Amsterdam            | 3,60        | |
| Lyon                 | 2,90        | |
| Marseille            | 2,90        | |
| Toulouse             | 3,15 (2010) | |
| Nice                 | 2,90        | |
| Paris                | 3.11        | |
| Stockholm            | 2,45        | |
| Bruxelles            | 4,85        | |
| Helsinki             | 2,30        | |
| Londres              | 2,30        | |
| Madrid               | 1,45        | |
| Rome                 | 0,80        | Les coûts de financement du traitement des eaux potables et des eaux usées sont financés directement par les impôts. |
| Milan                | 0,75        | Les coûts de financement du traitement des eaux potables et des eaux usées sont financés directement par les impôts. |

### Principe de tarification saisonnière
En 2024, la communauté de communes de Toulouse-métropole qui approvisionne 37 communes et un peu plus de 800 000 habitants met en place une tarification saisonnière de l'eau sur cinq mois du 1er juin et jusqu'au 31 octobre.
D'après la République des Pyrénées, le prix de l'eau serait de 3,34 euros TTC/m3 en été 2024 avec une baisse de 30 % pour l’hiver.
Pour Jean-Luc Moudenc, maire DVD de la quatrième ville de France et président de Toulouse-métropole, cette hausse du prix de l'eau de 42% sur cinq mois de l'année ne changerait pas vraiment le prix de l'eau. Selon d'autres sources, l'augmentation du prix de l'eau pourrait couter quinze euros par an à chaque ménage consommateur. France Info prévoit que le tarif de l'eau devrait s'établir à 4,40 euros TTC/m3 sur les cinq mois d'été 2024 et à 2,58 euros TTC/m3 sur les sept mois d'hivers 2024-2025. L'association "eau secours" estime que la mesure n’atteint pas les principaux consommateurs que sont les agriculteurs.

## Réglementation européenne
La directive européenne de 1991 a fixé plusieurs seuils, jusqu'en 2005 pour mettre en conformité les systèmes de traitement des eaux urbaines résiduaires dans toutes les communes de plus de 2 000 habitants.
Il existe aussi une autre directive européenne sur le bon état écologique de la ressource aquifère en 2015.